# Pfarrkirche Latschach

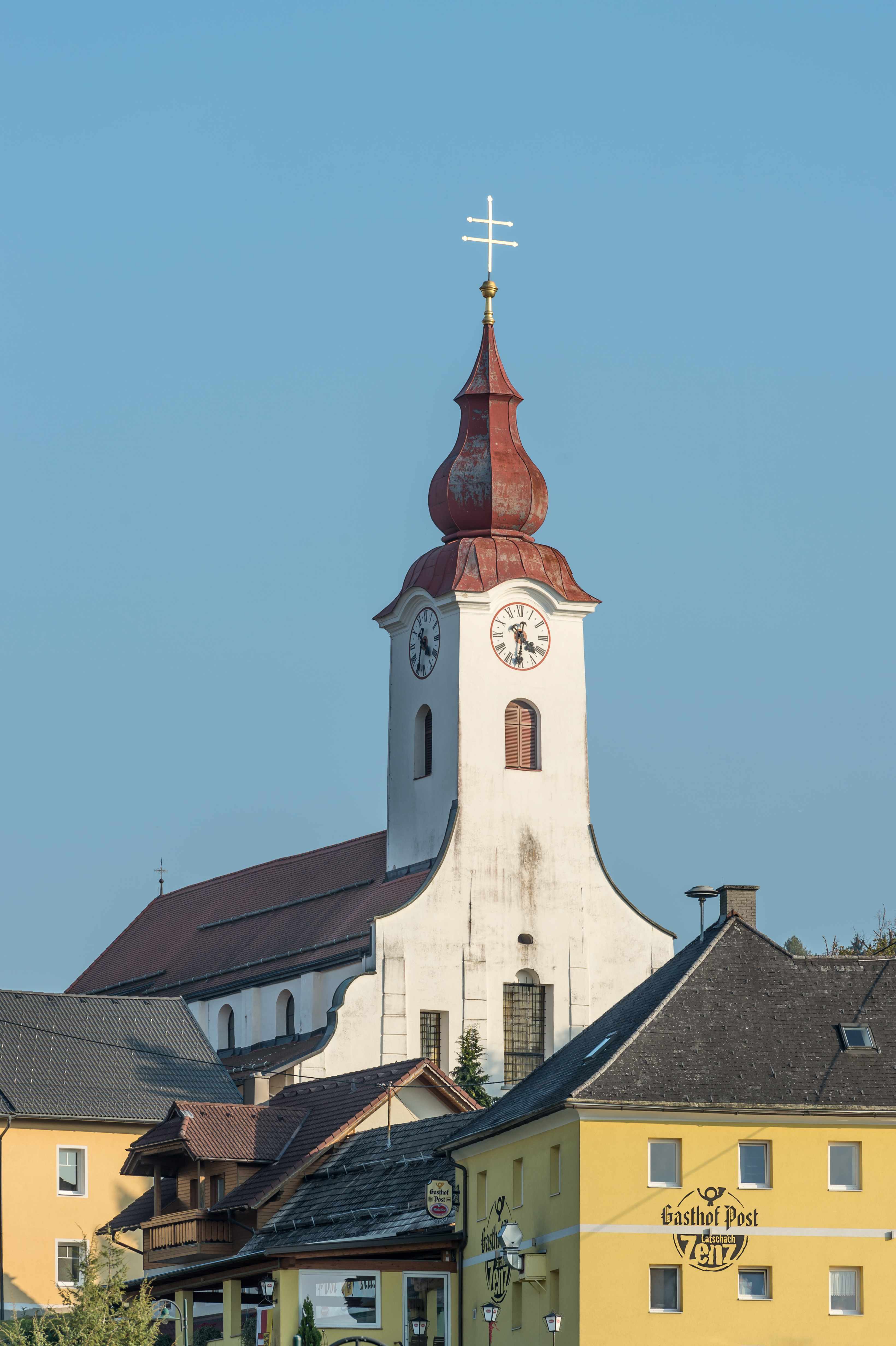
Katholische Pfarrkirche hl. Ulrich in Latschach

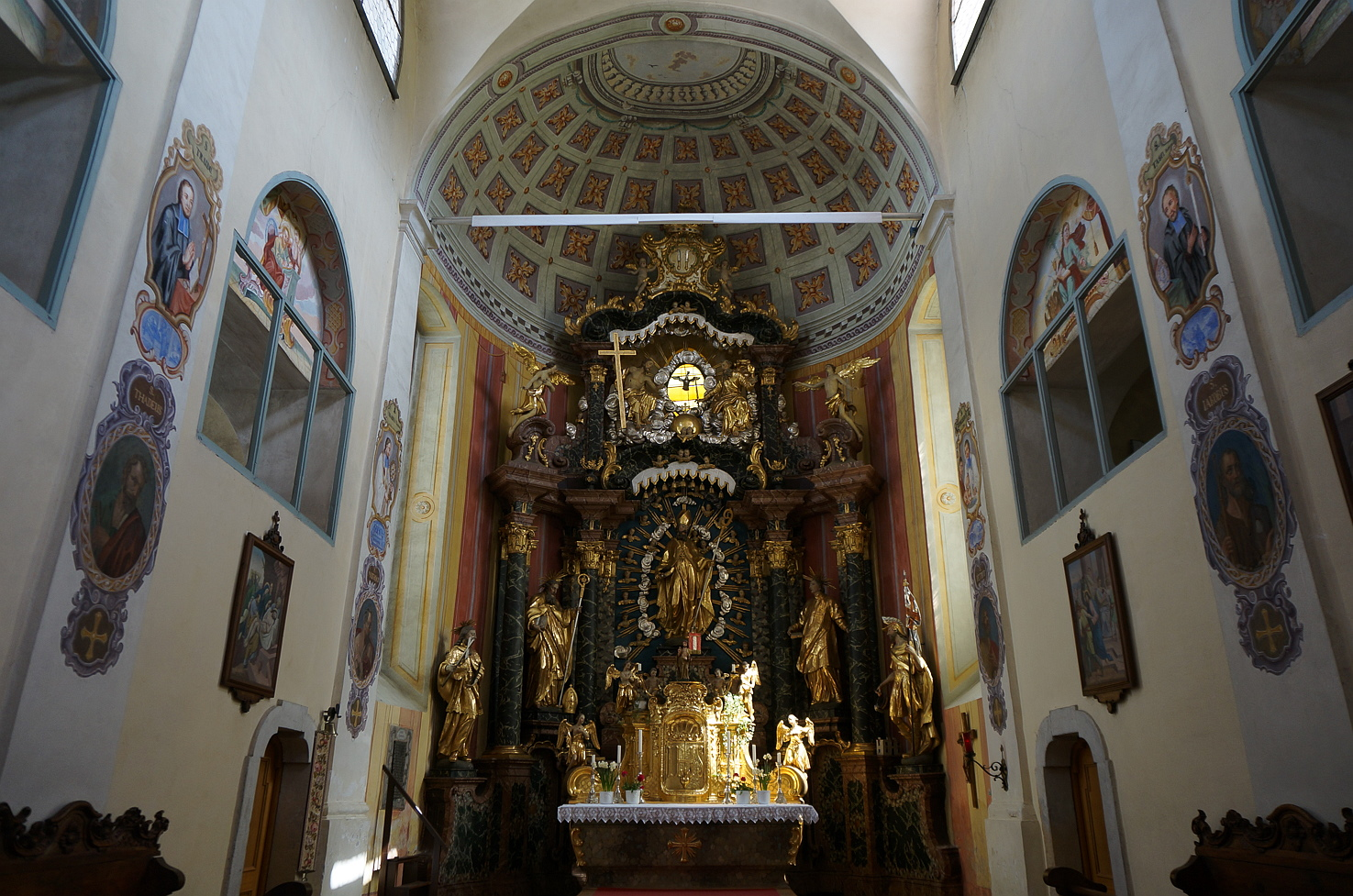
Langhaus, Blick zum Chor

Die römisch-katholische Pfarrkirche Latschach steht in der Ortschaft Latschach am Faaker See der Marktgemeinde Finkenstein am Faaker See im Bezirk Villach-Land in Kärnten. Die dem Patrozinium des Heiligen Ulrich von Augsburg unterstellte Kirche gehört zum Dekanat Villach-Land/Beljak-dežela in der Diözese Gurk-Klagenfurt. Die Kirche und der Friedhof stehen unter Denkmalschutz (Listeneintrag).

## Geschichte
Die Gemeinde war bis 1752 eine Filiale der Wallfahrtskirche Maria Gail. Unter der Empore nennt eine Inschrift von 1752 bis 1762 erbaut und 1844 sowie 1955 renoviert.

## Architektur
Die Westfront der Kirche hat einen geschwungenen Giebel, die genuteten Lisenen der Fassade entsprechen der Gliederung des Kircheninneren, die Fenster sind rechteckig. Das Mittelportal hat einen Schulterbogen, es gibt zwei weitere kleine Seitenportale. Der Fassadenturm hat rundbogige Schallfenster und trägt einen Zwiebelhelm. Die niedrigen Seitenschiffe gehen östlich in die Sakristei über. Die halbrunde Apsis hat ein ovales Ostfenster.
Die Kirche hat ein dreijochiges Langhaus unter einem Tonnengewölbe mit Gurtbögen auf flachen Pilastern. Die Seitenschiffe mit je drei Kapellen mit Tonnengewölben mit Stichkappen sind mit breitwandigen Rundbögen zum Mittelschiff geöffnet. Über den Kapellen befinden sich rundbogige Lichtgaden. Die gemauerte Orgelempore hat eine zweigeschoßige Arkatur mit vorgeblendeten Riesenpilastern, der Orgelerker ist aus Holz. Der zweijochige Chor hat eine halbrunde Apsis und ein Kreuzgratgewölbe und halbrunde Lichtgaden. Der Chor hat nördlich und südlich je zwei Emporenfenster und je ein Sakristeiportal. In der nördlichen Sakristei befinden sich an der Decke flache Stuckornamente. Die Deckenmalerei in der südlichen Sakristei stellt Christi Himmelfahrt dar.
Wandmalereien zeigen in der Apsis eine gemalte Scheinarchitektur mit einer kassettierten Apsiskalotte. Über den Emporenfenstern sind in halbkreisförmigen Lünetten die Darstellungen der Vier Evangelisten. An den Pfeilern der Kirche befinden sich Apostelmedaillons in gemalten Rahmen. Die Ostwand des südlichen Seitenschiffes zeigt das Bild Mariä Himmelfahrt.

## Einrichtung
Der Hochaltar mit einer vorschwingenden Säulenarchitektur nennt Johann und Rudolff Vasser 1786. Mittelfigur ist der Hl. Ulrich in der Glorie zwischen einem Bischof und einem Diakon, und außen mit den Heiligenfiguren Johannes Nepomuk und Florian, und im Aufsatz die Gruppe Dreifaltigkeit, hinter der Taube des Heiligen Geistes befindet sich ein Ovalfenster mit gelbem Glas.
In der südlichen Seitenkapelle befindet sich die spätgotische Schnitzgruppe einer Pietà.

### Das Fastentuch

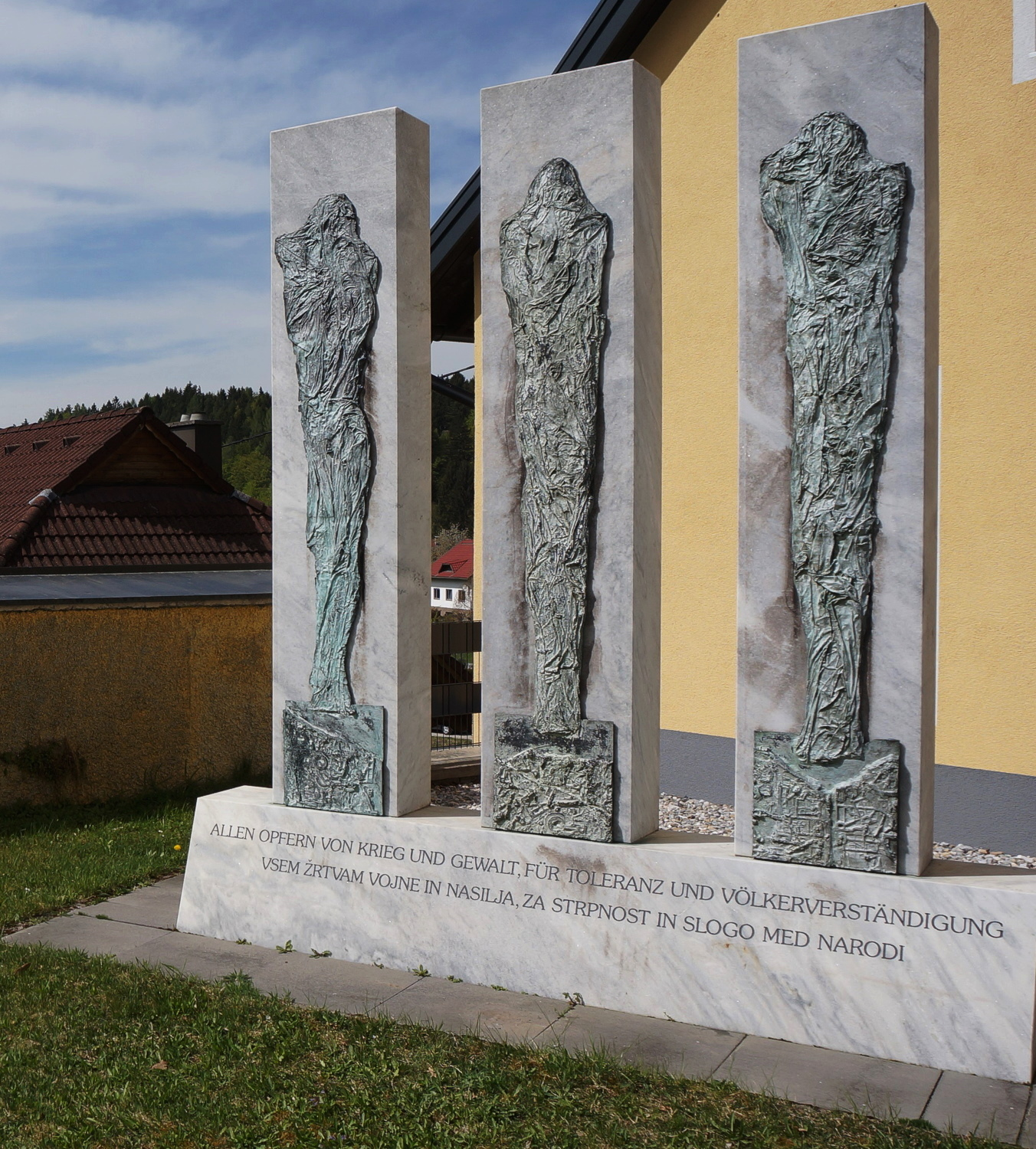
Mahnmal

St. Ulrich besitzt seit 2007 ein Fastentuch. Mit Fastentüchern wurde traditionell in vielen Kirchen Kärntens der Altarraum während der Fastenzeit abgehängt. Das Latschacher Fastentuch misst 8 × 5 Meter und wurde von dem slowenisch-österreichischen Maler Valentin Oman geschaffen. Dargestellt sind die vierzehn Stationen des Kreuzwegs.

## Denkmäler
Im Innenraum befindet sich ein spätbarocker Grabstein 1772, der 1930 erneuert wurde.
An der Westseite des Eingangs wurde ein Mahnmal für die Opfer von Kriegen und Gewalt errichtet. Es besteht aus drei Marmorstelen mit Bronzereliefs von drei aufrechtstehenden, in Tücher gehüllten menschlichen Figuren. Der Marmorsockel trägt die Inschrift: „Allen Opfern von Krieg und Gewalt, für Toleranz und Völkerverständigung / Vsem žrtvam vojne in nasilja, za strpnost in slogo med narodi“. Das Denkmal wurde von Valentin Oman geschaffen.